# Monsieur Dynamite
Pour les articles homonymes, voir Dynamite (homonymie).
Pour plus de détails, voir Fiche technique et Distribution.
Monsieur Dynamite (Mister Dynamit – Morgen küsst Euch der Tod) est un film d'espionnage hispano-italo-allemand réalisé par Franz Josef Gottlieb, sorti en 1967.
Le film est l'adaptation du héros de roman de gare Mister Dynamit, œuvre de Karl-Heinz Günther.

## Synopsis
Bardo Baretti, millionnaire malfaisant, vole une bombe atomique américaine et demande une rançon d'un milliards de dollars, sinon elle sera lâché sur Washington.
On envoie pour le retrouver l'agent n°18 du Service fédéral de renseignement allemand Bob Urban, surnommé Mister Dynamit. Il élimine un à un les sbires de Baretti et parvient à désamorcer la bombe à la dernière seconde. Mais Baretti s'est échappé.

## Fiche technique
- Titre français : Monsieur Dynamite[1]
- Titre original : Mister Dynamit – Morgen küßt Euch der Tod
- Réalisation : Franz Josef Gottlieb
- Scénario : Franz Josef Gottlieb
- Musique : Armando Trovajoli, Gianni Marchetti
- Direction artistique : Juan Alberto Soler
- Photographie : Siegfried Hold
- Montage : Gisa Radicchi Levi, Liliana Serra
- Production : Theo Maria Werner
- Sociétés de production : Parnass Film, Discobolo Film, Teide P.C.[2]
- Société de distribution : Nora-Filmverleih
- Pays d'origine :  Allemagne de l'Ouest,  Espagne,  Italie
- Langue : allemand
- Format : Couleurs - 1,66:1 - Mono - 35 mm
- Genre : Film d'espionnage
- Durée : 111 minutes
- Dates de sortie :
  - Italie : 11 août 1967.
  - Allemagne de l'Ouest : 18 août 1967.
  - France : 6 décembre 1967[1].
  - Finlande : 31 mai 1968.
  - Espagne : 2 juin 1969 (Barcelone)[3] ; 3 août 1970 (Madrid).
- Affiche : Constantin Belinsky (France)

## Distribution
- Lex Barker : Bob Urban/Mr. Dynamit
- Amedeo Nazzari : Bardo Baretti
- Maria Perschy : Lu Forrester
- Ullrich Haupt (de) : Général Forman
- Wolfgang Preiss : Sébastian, le chef des services allemands
- Ralf Wolter : Spiegel
- Siegfried Rauch : Tazzio
- Dieter Eppler : Capitaine Reichel
- Eddi Arent : Prof. Strahlmann
- Brad Harris : Cliff
- Gustavo Rojo : Peppino
- Charles Fawcett : Général Stikker
- Joachim Fuchsberger : Le policier militaire
- Gisela Hahn : Meisje